# Ina Savenka
Ina Savenka –en bielorruso, Іна Савенка– (5 de agosto de 1994) es una deportista bielorrusa que compite en ciclismo en la modalidad de pista. Ganó dos medallas en el Campeonato Europeo de Ciclismo en Pista, plata en 2018 y bronce en 2015.

## Medallero internacional
| Campeonato Europeo | Campeonato Europeo    | Campeonato Europeo | Campeonato Europeo      |
| Año                | Lugar                 | Medalla            | Competición             |
| ------------------ | --------------------- | ------------------ | ----------------------- |
| 2015               | Grenchen (Suiza)      | Medalla de bronce  | Persecución por equipos |
| 2018               | Glasgow (Reino Unido) | Medalla de plata   | Puntuación              |

## Palmarés
2015
- 3.ª en el Campeonato de Bielorrusia en Ruta

2017
- 2.ª en el Campeonato de Bielorrusia Contrarreloj
- 3.ª en el Campeonato de Bielorrusia en Ruta

2018
- 2.ª en el Campeonato de Bielorrusia Contrarreloj

2019
- Gran Premio de Gazipaşa[2]

2020
- 2.ª en el Campeonato de Bielorrusia Contrarreloj [3]